# Wyżni Siwy Staw
Wyżni Siwy Staw (słow. Vyšné Sivé pleso) – jeden z trzech Siwych Stawów należących do grupy 27 Staroleśnych Stawów znajdujących się w Dolinie Staroleśnej w słowackiej części Tatr Wysokich. Wyżni Siwy Staw leży w Siwej Kotlinie, nieco na północ od Pośredniego Siwego Stawu, z którym połączony jest niewielkim strumykiem. Wyżni Siwy Staw nie jest dokładnie pomierzony, jest nieco większy od Niżniego Siwego Stawu, natomiast dużo mniejszy od Pośredniego Siwego Stawu. Nieco na wschód od niego przebiega żółto znakowany szlak turystyczny schodzący z Czerwonej Ławki i biegnący w kierunku Schroniska Zbójnickiego.